# Jurij Borzakovskij
Jurij Michajlovitj Borzakovskij (ryska: Юрий Михайлович Борзаковский), född den 12 april 1981 är en rysk medeldistanslöpare som tävlar främst på 800 meter. 
Borzakovskij första stora merit som senior var guldet vid inomhus-EM 2000 i belgiska Gent. Samma år deltog han vid Olympiska sommarspelen 2000 i Sydney där han blev sexa. Han följde upp detta med att vinna VM-guld inomhus 2001. Samma år noterade han sitt personliga rekord på 800 meter då han noterade tiden 1:42,47 vid tävlingar i Bryssel.
Vid VM 2003 i Paris slutade Borzakovskij tvåa bakom Djabir Said-Guerni. Den största meriten kom året efter då han vann guldet vid Olympiska sommarspelen 2004 i Peking. Segertiden blev 1.44,45. Han följde upp guldet med att bli tvåa även vid VM 2005 i Helsingfors. Denna gång var det Rashid Ramzi som knappt slog honom. 

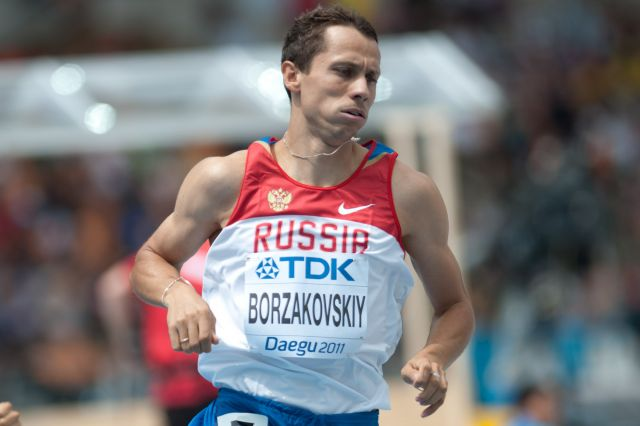
Jurij Borzakovskij i Daegu 2011

På hemmaplan i Moskva slutade trea vid inomhus-VM 2006. Han blev även medaljör vid VM 2007 i Osaka denna gång blev det en bronsmedalj. Däremot tog han sig inte till final vid Olympiska sommarspelen 2008 i Peking och han blev utslagen i semifinalen. 
Under 2009 inledde han med att vinna guld vid inomhus-EM och vid VM utomhus i Berlin slutade han på fjärde plats. Däremot blev det en medalj vid VM 2011 i Daegu då han blev bronsmedaljör.

## Personliga rekord
- 800 meter - 1:42,47 från 2001